# Moneva
Moneva es un municipio español de la provincia de Zaragoza, comunidad autónoma de Aragón.

## El pantano de Moneva
Aunque el pantano pertenezca al término municipal de Moneva, éste al situarse aguas abajo del río Aguasvivas, a cuya cuenca pertenece, es aprovechado en el curso bajo del río, con lo cual no afecta a la agricultura de Moneva. Además, el camino natural de llegada al mismo es el que llega desde Samper del Salz por un camino asfaltado.
Las obras del pantano fueron aprobadas en 1907, y no se terminó totalmente hasta 1925, pues el presupuesto llegaba irregularmente. La capacidad prevista fue de 9.830.000 metros cúbicos con una altura de la presa sobre los cimientos de cuarenta y cinco metros, mientras que el desarrollo de la misma en la coronación sería de ciento cincuenta metros.
Como hemos dicho anteriormente, los pueblos que se aprovechaban de la construcción de la presa eran los que se situaban aguas abajo de Moneva, es decir, Samper del Salz, Lagata, Almonacid de la Cuba, Belchite, Codo, Vinaceite, Almochuel y Azaila, aunque estos tres últimos, debido a la preponderancia de Belchite, siempre han tenido dificultades para regar con dichas aguas, quedando Almochuel y Azaila como beneficiarias de la posterior construcción del Pantano u Hoya de Almochuel, de caudal siempre escaso.
La realidad es que hasta 1939 no se terminó por completo y la superficie regada hasta hoy, con gran irregularidad, ha sido de unas tres mil hectáreas.
Las características técnicas de la presa, según los estudios de la Confederación Hidrográfica del Ebro son las siguientes. La capacidad total es de 8,03 hectómetros cúbicos, con una capacidad útil de 7,55. La aportación media anual es de 3,77 hectómetros cúbicos y la superficie inundada de 75 hectáreas, cuya cota máxima es de 614,67 metros sobre el nivel del mar. La presa en sí tiene 33 metros de altura sobre el cauce y 45, como hemos citado anteriormente sobre los cimientos. Su uso es de superficie regable mejorada de secano, dando de regar 3200 hectáreas, siendo pues inferior a la que llegaba a regar el vecino de Almonacid de la Cuba en períodos históricos.
Actualmente, además de seguir utilizándose para el riego, es conocido lugar de excursiones y de pesca, emblema de una tierra reseca que a partir de un río de escaso caudal, el Aguasvivas, ha luchado siempre por utilizarlo para evitar el despoblamiento de estas tierras tan resecas.

## Historia
En la obra de Antonio UBIETO ARTETA, Historia de Aragón. Los pueblos y los despoblados, II. (Anubar Ediciones, Zaragoza, 1984), se hace un breve resumen sobre la historia de Moneva:

'MONEVA (Z). H.(hoja del mapa topográfico nacional 1/50.000 del Instituto Geográfico y Catastral): 467. L.   
(longitud): 41.07.45; OG. :,50. Alt.(altitud): 659. Ext. (extensión): 6.119.
Villa, en 1785.
Sobrecullida de Zaragoza (1488-1495). Vereda de Zaragoza (1646). Corregimiento de Daroca (1711-1833).
Ayuntamiento (1834). Partido judicial de Belchite. Se incorpora (1965) al partido judicial de Zaragoza.
El 19 de diciembre de 1422 era de Berenguer de Bardají, que lo legó en testamento (UBIETO ARTUR,   
Nobiliario,p. 393).
En 1610 era de Luis de Bardají (LABAÑA, p. 170).
De señorío secular (1785).
Arciprestazgo de Belchite en 1280 (RIUS, Rationes, p. 105). Obispado de Zaragoza. Parroquia dedicada a santa 
Eulalia. Ermitas de Santa María Magdalena, de la Concepción (siglo XVII) y de Sanched.
Evolución de la población: 26 fuegos (1488); 42 fuegos (1495); 42 fuegos (1543); 42 fuegos (1609); 58 fuegos (1646); 100 vecinos (1713); 40 vecinos (1717); 47 vecinos (1722); 44 vecinos (1787); 144 vecinos (1797); 100 casas, 94 vecinos y 450 almas (Madoz); 502 habitantes (N 1857); 232 habitantes (N 1970).'

De la obra de Antonio SERRANO MONTALVO, La población de Aragón según el Fogaje de 1495, (Institución Fernando el Católico, Gobierno de Aragón e Instituto Aragonés de Estadística, Zaragoza, 1995), dice en las páginas 58 y 59 sobre Moneva:

'MONEBA, 42 fuegos, [Moneva, Z.], (Noviembre, 20), [Lugar. Comunidad]
(Nota.- R. Esteban Abad (ob. cit., p. 131), lo considera como Señorío, perteneciente a la Casa de Bardají)
J (Justicia): Hon. Johan Sancho. JD (Jurado): Domingo Salas. JD (Jurado): Jurdan de Paracuellos. RVE (Rigient 
Venerable): Mossen Alfonso d'Aranda. PH: Simon d'Anel. TT (Testigos): Ve. Mossen Stevan Tirado, Pedro Ximeno.
El señor mossen Olzina, El vicario Martin de Cortes, Miguel Yust, Pere Aranda, Ximeno, Pedro de Allueva, Domingo Salvador, Johan de la Foz, Johan de Paracuellos, menor, Pedro Latorre, Johan Lerin, Anthon de la Foz, Martin de Pina, Miguel Yust, Anthon de Cortes, Johan Guillén, Colau Sanper, Miguel Sanper, Johan de Daroqua, Domingo Salas, Maria Cathalan, vidua, Simon Danel, Miguel de Manyes, Domingo Pina, Pero la Foz, Johan de Pina, Johan d'Aguilon, Johan de Paniza, Jurdan de Paracuellos, Pero Guillén, Domingo la Foz, Domingo Yus, Johan d'Urrea, Pero Manyes, Johan de Paracuellos, mayor, Bartholome de Paracuellos, Ximeno la Torre, Pero Falcon, Sancho Moneba'

## Demografía
Moneva cuenta con una población de 118 habitantes (INE 2024).
| Gráfica de evolución demográfica de Moneva entre 1842 y 2021                                                        |
| |
| Población de derecho según los censos de población del INE Población de hecho según los censos de población del INE |

## Administración y política
| Período             | Alcalde                               | Partido |  |
| ------------------- | ------------------------------------- | ------- |  |
| 1979-1983           | José Artal Artal                      | PAR     |  |
| 1983-1987           | Juan Antonio Muniesa Lahoz            |         |  |
| 1987-1991           | Juan Antonio Muniesa Lahoz            |         |  |
| 1991-1995           | Jose Lahoz Lerin                      |         |  |
| 1995-1999           | José Guallar Yago                     |         |  |
| 1999-2003           | José Guallar Yago                     |         |  |
| 2003-2004 2004-2007 | José Guallar Yago Antonio Marín Jalle |         |  |
| 2007-2011           | Luis Martín Mareca                    | PAR     |  |
| 2011-2015           | Luis Martín Mareca                    | PAR     |  |
| 2015-2019           | Luis Martín Mareca                    | PAR     |  |
| 2019-2023           | Luis Martín Mareca                    | PAR     |  |
| 2023-act.           | Luis Martín Mareca                    | PP      |  |

| Partido político    | Partido político                                   | 2003   | 2007   | 2011   | 2015   | 2019   | 2023   |
| Partido político    | Partido político                                   | Ediles | Ediles | Ediles | Ediles | Ediles | Ediles |
|                     | Partido Popular de Aragón (PP)                     | 1      | —      | —      | —      | —      | 4      |
|                     | Partido de los Socialistas de Aragón (PSOE-Aragón) | 2      | —      | —      | —      | —      | 1      |
|                     | Partido Aragonés (PAR)                             | 2      | 1      | 5      | 5      | 3      | 0      |
| Total de concejales | Total de concejales                                | 5      | 1      | 5      | 5      | 3      | 5      |

## Patrimonio

### Iglesia de Santa Eulalia

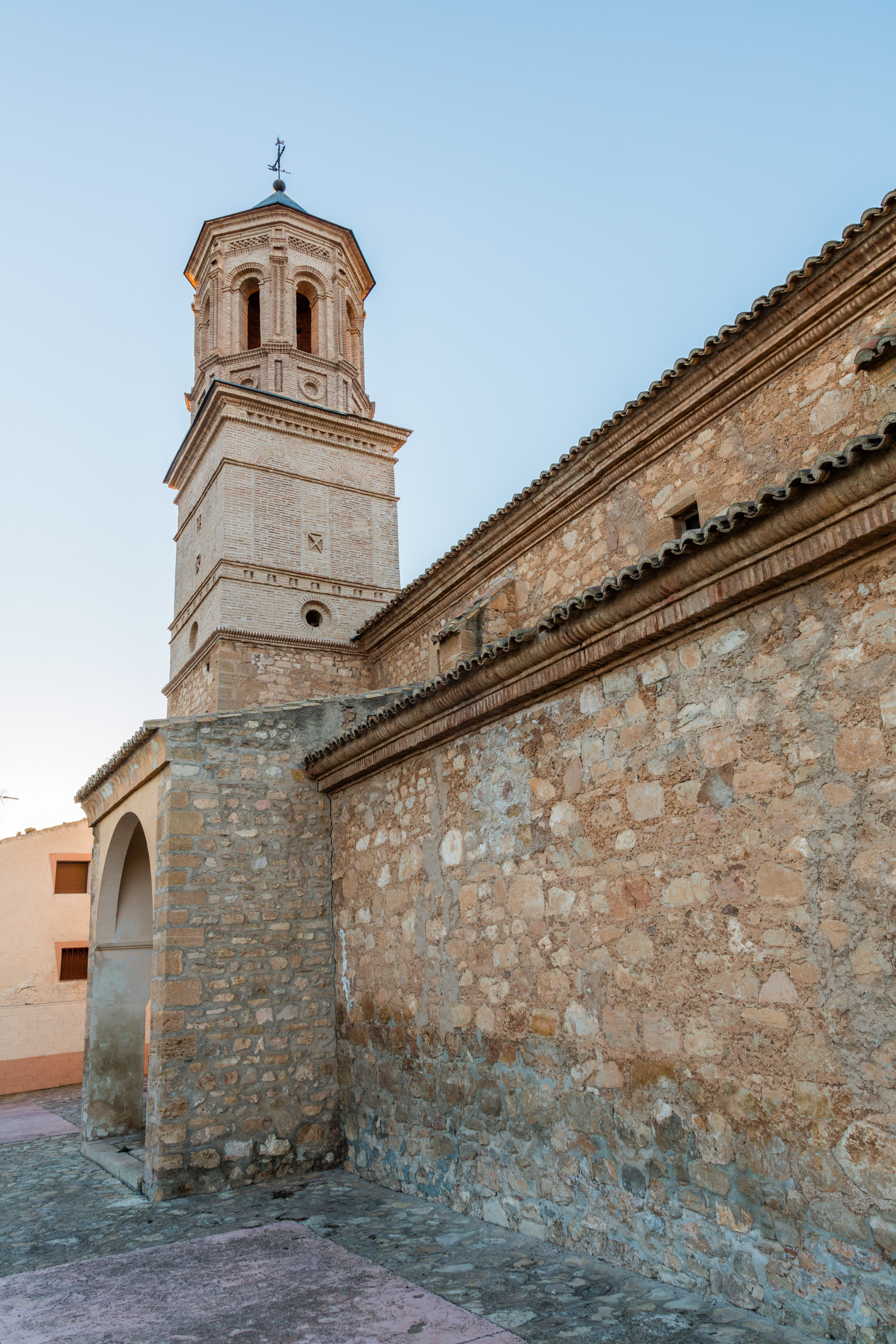
Iglesia de Santa Eulalia.

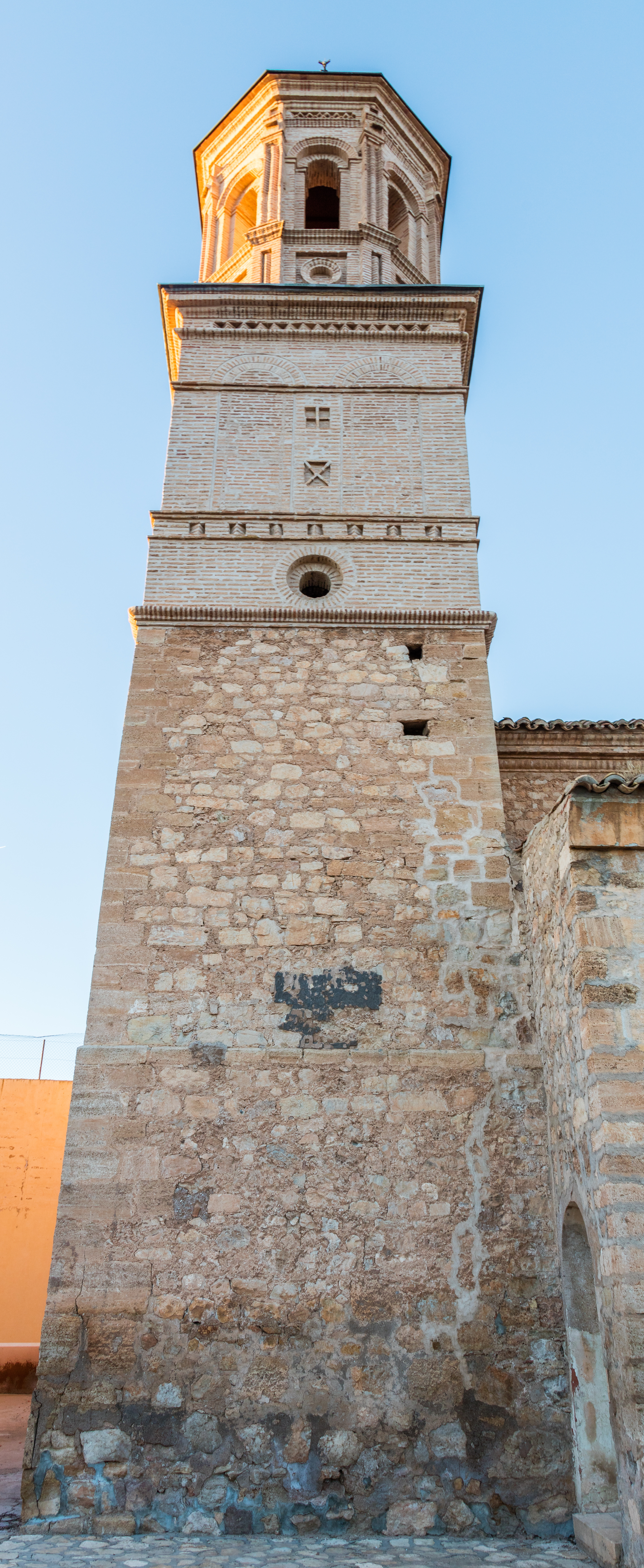
Vista de la torre desde su base.

Iglesia de tres naves y cabecera plana. La nave se cubre con bóveda de lunetos mientras que el crucero y las capillas lo hacen con cúpula sobre pechinas. Torre a los pies, en el lado sur, de planta cuadrada los tres primeros cuerpos y octogonal en el superior . El segundo cuerpo presenta vanos de medio punto tapiados y óculos y se remata con alero volado que cobija un friso de esquinillas. El último cuerpo presenta pilastras en aristas, óculos y huecos en arco de medio punto doblado; sobre los huecos va un friso de esquinillas a tresbolillo. Remate con cúpula interior y pirámide octogonal al exterior.